# モザンビーク民族抵抗運動
モザンビーク民族抵抗運動（モザンビークみんぞくていこううんどう、英: Mozambican National Resistance、MNR、葡: Resistência Nacional Moçambicana、RENAMO）は、モザンビークの政党。設立時はローデシアのイアン・スミス白人政権によって設立された反政府武装組織だった。現在の党首はオスフォ・モマデ。

## 概要
1975年6月25日に前年のモザンビーク独立戦争の停戦を受けてモザンビークが独立すると政権党のモザンビーク解放戦線（FRELIMO）は、疲弊しきった経済を立て直すために社会主義を採用した。また1976年3月にFRELIMO政権はアフリカ南部の白人国家ローデシアに対する経済封鎖を行った。
ローデシア情報機関は、反社会主義派のモザンビーク人にモザンビーク民族抵抗運動を編成させてFRELIMO政権を攻撃させた。この組織は当初ポルトガル語ではなく英語のMNRを組織名としており、また、独立直後のモザンビーク内に白人の手先になって内戦を起こそうとする人々が少なかったこともあって、組織はモザンビーク内で誘拐された青少年によって構成されており、多くの少年兵を大義ではなく恐怖と暴力によって戦わせていた。MNRはローデシア領内の基地から出撃しては各地の村を焼き払い、学校・病院・道路を破壊してまわった。この組織の中核となったンダウ人は独立戦争の際にポルトガル軍に与していた。
1980年にジンバブエが独立し、ローデシアが消滅すると、MNRは隣国に共産主義国ができることを恐れ、アパルトヘイト体制を維持しようとしていた南アフリカ共和国に支援されるようになり、MNRの組織としての自立化と現地化を図った南アフリカの意向もあって、この頃から組織は英語名称のMNRからポルトガル語名称のRENAMOを用いるようになった。1982年にはマラウイに秘密基地を設置し、反政府派の住民からの支持を増やして、モザンビーク中部から北部に紛争地帯を広げた。
しかし、東西冷戦の終結に合わせて政府軍のモザンビーク解放戦線が1989年の党大会でマルクス・レーニン主義を放棄し、同時期にそれまでRENAMOを支援していた南アフリカも、新たに政権に就いたデクラーク大統領の下でアパルトヘイト体制の放棄を決定したため、1990年7月以降、イタリアとポルトガルの仲介の下、両者間の和平交渉が開始され、1992年10月にローマでモザンビーク包括和平協定が調印され内戦が終結した。
1994年の初の総選挙では「政府による独裁専制支配への戦い」を強調。市場経済を目指すほか、「職住分離」による集団農場化を推進する政府に反発、「農民に居住と生活の自由を保障せよ」と訴え、初の自由選挙での勝利を掴み取ろうとしたがモザンビーク解放戦線に敗れた。モザンビーク民族抵抗運動はこの選挙結果を受け入れた。
1979年以来30年近くに渡って党首を務めたアフォンソ・ドラカマは2018年5月に死去し、暫定党首となったオスフォ・モマデが2019年1月の党首選挙で当選しそのまま就任した。モマデはドラカマ党首時代から続けられてきたFRELIMOとの和平交渉を引き継ぎ、両者は2019年8月1日に和平協定に調印し、内戦終結後も27年間続いた軍事的対立は終わった。この合意により、軍事部門の武装解除が進められることとなった。
しかし、2013年に政治腐敗や和平に不満を持つ一部の党員が再度、モザンビーク政府に対して武装蜂起。小規模なゲリラ戦が展開され、死傷者や国内難民も発生する事態となった。2019年には反乱軍と同政府との間で和平が締結。しかし、和平に反発する反乱セクトはなおも戦闘を続けたが、2021年に最後のグループがモザンビーク政府に投降して一応の終結となった。

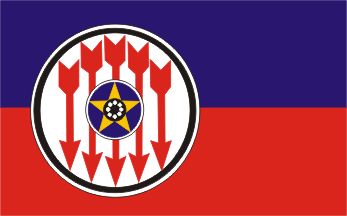
結成当初のRENAMOの旗。
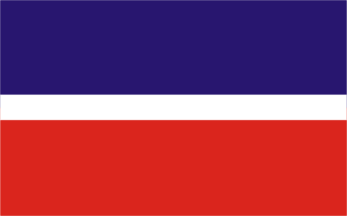
2番目に採用されたRENAMOの旗。